# Albisaurus
Albisaurus, antes considerado como sendo um gênero de dinossauros mas atualmente considerado um Archosauria foi descrito pela primeira vez por Antonin Fritsch (também escrito Frič), um paleontólogo checo em 1893, mas os restos são escassos. A validade das espécies não pode ser comprovada com base nos restos fósseis, e é geralmente marcado como um nomen dubium.[carece de fontes?]